# Bezzia schmitzorum
Bezzia schmitzorum är en tvåvingeart som beskrevs av Dippolito och Gustavo R. Spinelli 1995. Bezzia schmitzorum ingår i släktet Bezzia och familjen svidknott. Inga underarter finns listade i Catalogue of Life.